# Гејлард Сартејн
Гејлард Сартејн (енгл. Gailard Sartain; Талса, 18. септембра 1946 — 17. јун 2025) био је амерички филмски, позоришни и телевизијски глумац, који се истакао као карактерни глумац у бројним холивудским продукцијама.